# ادوین رایس
ادوین رایس (انگلیسی: Edwin W. Rice؛ ۶ مه ۱۸۶۲ –نوامبر ۱۹۳۵) یک دانشمند بود.
وی همچنین برندهٔ جوایزی همچون مدال ادیسون انجمن مهندسان برق و الکترونیک شده است.